# Ramūnas Karbauskis
Ramūnas Karbauskis, né le 5 décembre 1969 à Naisiai, est un homme politique lituanien, président du parti l'Union lituanienne agraire et des verts, milliardaire, propriétaire terrien et industriel. Il dirige Agrokoncernas, une entreprise spécialisée dans l'exportation de céréales et d'engrais,,. Il est le frère de Mindaugas Karbauskis, metteur en scène et ancien directeur artistique du Théâtre Maïakovski.

## Biographie
Sorti de la faculté d'agronomie de l'Université d'agriculture Aleksandras Stulginskis en 1992, Ramūnas Karbauskis fonde Agrokoncernas, un groupe agroalimentaire qui emploie plus de 1.300 personnes et réalise en 2015 un chiffre d'affaires de plus de 400 millions d'euros.
Ramūnas Karbauskis se lance dans la politique au milieu des années 1990. Il se présente comme candidat indépendant lors des élections de 1996, et sera élu député du district de Šiauliai. En 1998, il rejoint l'Union des paysans et des Verts (LVŽS). En 2000, il devient vice-président du Parlement pendant un an. Une grande popularité lui vient de son investissement dans la vie économique et culturelle de son village natal, où il organise notamment un festival à ciel ouvert marqué par l'interdiction de la consommation d'alcool. Il s'illustre également comme scénariste et producteur de la série télévisée Naisių vasara [Un été à Naisiai] diffusée en 2009-2017. Leader du parti LVŽS depuis 2012, c'est lui qui, après les négociations avec le Parti conservateur et le Parti social-démocrate en vue de former une coalition, propose la candidature de Saulius Skvernelis au poste de Premier ministre au lendemain du second tour du scrutin des élections législatives de 2016,,.